# زمن الترمبوبلاستين الجزئي

البنية العامة للهيبارين

زمن الثرومبوبلاستين الجزئي partial thromboplastin time اختصار (PTT) أو زمن الثرومبوبلاستين الجزئي المنشط activated partial thromboplastin time اختصارا (aPTT or APTT) هو اختبار دم blood test يحدد ويميز حالة تخثر الدم coagulation. الاسم التاريخي لهذا المقياس هو زمن تجلط الكاولين سيفالين kaolin-cephalin clotting time اختصارا (KCCT)،  والذي يعكس الكاولين kaolin والسيفالين cephalin كمواد مستخدمة تاريخيًا في هذا الاختبار. بغض النظر عن اكتشاف الشذوذات في تخثر الدم، يتم استخدام وقت الثرومبوبلاستين الجزئي أيضًا لمراقبة تأثير علاج الهيبارين heparin، وهو دواء موصوف على نطاق واسع يقلل من ميل الدم للتجلط drug that reduces blood's tendency to clot.

## وظيفة الاختبار
يقيس زمن الثرومبوبلاستين الجزئي (PTT) السرعة الإجمالية التي يتخثر بها الدم عن طريق سلسلتين متتاليتين من التفاعلات الكيميائية الحيوية المعروفة باسم المسار الداخلي intrinsic pathway والمسار المشترك common pathway للتخثر coagulation. يقيس PTT عوامل التخثر coagulation factors التالية:

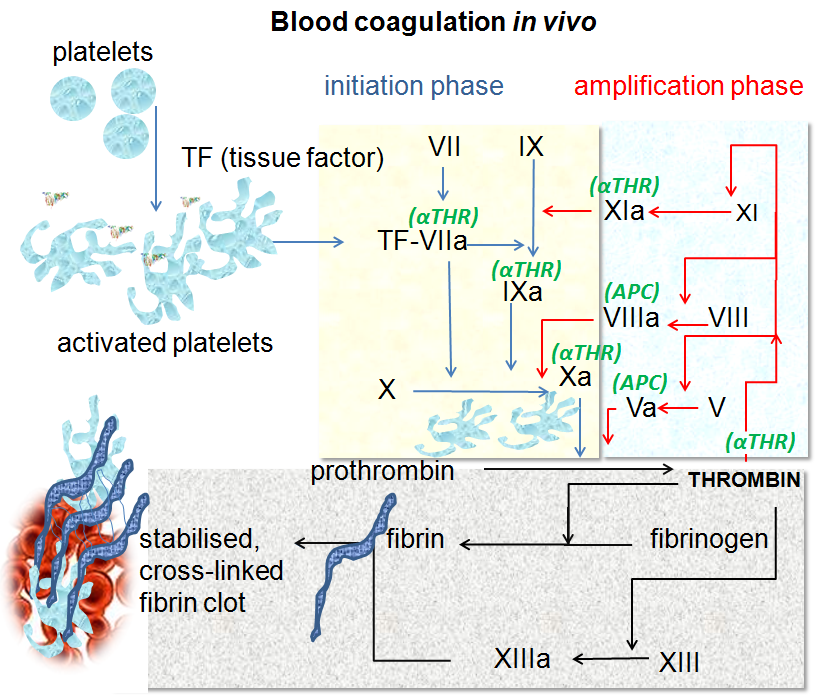
التخثر في الحياة Coagulation in vivo

العامل الأول I (الفيبرينوجين fibrinogen)
العامل الثاني II (البروثرومبين prothrombin)
العامل الخامس V (البرواكسيليرين proaccelerin)
العامل الثامن VIII (المضاد للناعور anti-hemophilic factor )
العامل العاشر X ويسمى عامل ستيوارت - براور (Stuart–Prower factor)
العامل الحادي عشر XI ويسمى العامل السابق لترومبوبلاستين البلازما (plasma thromboplastin antecedent)
العامل الثاني عشر XII (عامل هاجمان Hageman factor).
غالبًا ما يستخدم وقت الثرومبوبلاستين الجزئي (PTT) جنبًا إلى جنب مع مقياس آخر لمدى سرعة حدوث تخثر الدم يسمى زمن البروثرومبين prothrombin time اختصارا (PT). يقيس زمن البروثرومبين (PT) سرعة التجلط عن طريق المسار الخارجي extrinsic pathway.

## الطريقة
عادة ما يتم تحليل زمن الثرومبوبلاستين الجزئي بواسطة تقني طبي medical technologist أو فني مختبر laboratory technician على أداة آلية عند 37 درجة مئوية (كتقريب اسمي لدرجة حرارة جسم الإنسان الطبيعية human body temperature). يُطلق على الاختبار اسم «جزئي» نظرًا لغياب عامل النسيج tissue factor من خليط التفاعل.
- يُسحب الدم في أنبوب اختبار test tube يحتوي على أوكسالات oxalate أو سترات citrate، وهي جزيئات تعمل كمضاد للتخثر anticoagulant عن طريق ربط الكالسيوم في العينة. يُمزج الدم، ثم يُطرد مركزيًا (يثفل centrifuged ) لفصل خلايا الدم عن البلازما (حيث يُقاس زمن الثرومبوبلاستين الجزئي عادةً باستخدام بلازما الدم blood plasma).
- تُستخرج عينة من البلازما من أنبوب الاختبار وتوضع في أنبوب اختبار القياس.
- بعد ذلك، يُخْلَط فائض من الكالسيوم calcium (في معلق فسفوليبيد phospholipid) في عينة البلازما (لعكس التأثير المضاد للتخثر للأكسالات مما يسمح للدم بالتخثر مرة أخرى).
- أخيرًا، من أجل تنشيط المسار الداخلي للتخثر intrinsic pathway، تتم إضافة المنشط (مثل السيليكا silica، والسيليت celite، والكاولين kaolin، وحمض إيلاجيك ellagic acid)، ويتم قياس الوقت الذي تستغرقه العينة للتجلط بصريًا. تستخدم بعض المختبرات مقياسًا ميكانيكيًا، والذي يزيل التداخل من العينات الدهنية lipemic واليراقانية icteric.

## تفسير النتائج
يتراوح النطاق المرجعي reference range النموذجي بين 30 ثانية و 50 ثانية (حسب المختبر). يعتبر قصر زمن PTT بأنه ذو أهمية سريرية قليلة، لكن بعض الأبحاث تشير إلى أنه قد يزيد من خطر الإصابة الخثرية الصمية الدموية thromboembolism.

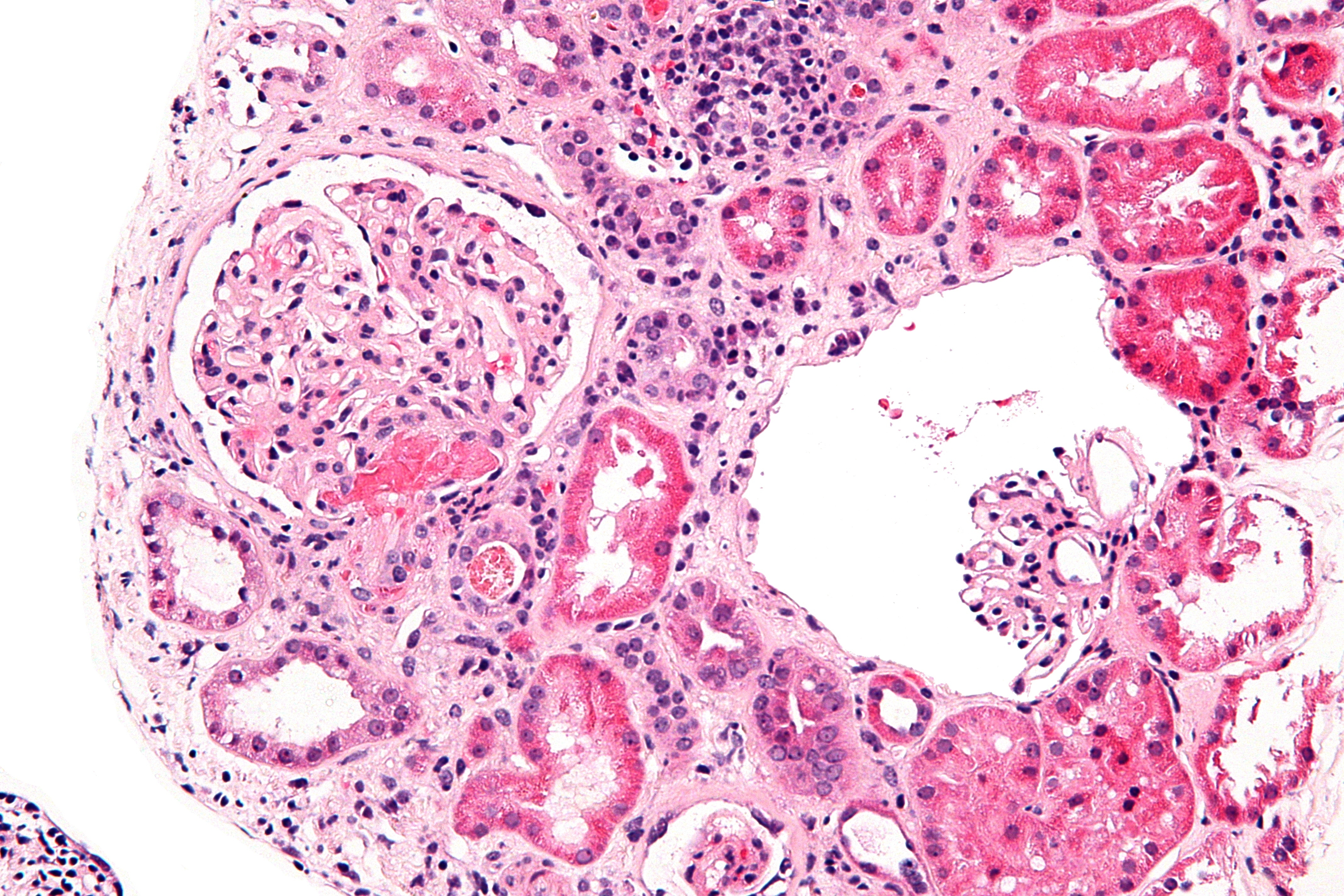
اعتلال أوعية شعرية خثاري حاد. تكبير عالي

تتطلب أوقات PTT العادية وجود عوامل التخثر التالية: I ، II ، V ، VIII ، IX ، X ، XI ، XII. والجدير بالذكر أن العوز في العوامل السابع أو الثالث عشر سوف لن يتم اكتشافه من خلال اختبار PTT.
قد يشير APTT المتطاول إلى:
- استخدام الهيبارين heparin (أو تلوث العينة بالهيبارين)
- الأجسام المضادة للفوسفوليبيد antiphospholipid antibody (خاصة مضاد التخثر الذئبي lupus anticoagulant، والذي يزيد بشكل متناقض الميل لحدوث الخثار thrombosis)
- نقص عوامل التخثر (مثل الهيموفيليا hemophilia)
- إنتان الدم sepsis - استهلاك عامل التخثر
- وجود أجسام مضادة antibodies ضد عوامل التخثر (مثبطات العامل)

لتمييز الأسباب المذكورة أعلاه، يتم إجراء اختبارات المزج mixing tests، والتي يتم فيها خلط بلازما المريض (في البداية عند تخفيف 50:50) مع البلازما الطبيعية. إذا لم تختف هذه الحالة غير الطبيعية ، يُقال أن العينة تحتوي على «مثبط» (إما الهيبارين أو الأجسام المضادة لمضادات الفوسفوليبيد أو المثبطات النوعية لعامل التخثر )، بينما إذا اختفت، فمن المرجح أن يكون نقص العامل. قإن النقص في عوامل التخثر الثامن factors VIII والتاسع IX والحادي عشر XI والثاني عشر XII و بشكل نادر عامل فون ويلبراند von Willebrand factor (إذا تسبب في انخفاض مستوى العامل الثامن) يمكن أن يؤدي إلى تطاول زمن aPTT والذي يمكن تصحيحه باختبارات المزج mixing tests.

## تاريخيا
تم وصف اختبار aPTT لأول مرة في عام 1953 من قبل الباحثين في جامعة نورث كارولينا University of North Carolina في تشابل هيل Chapel Hill. هذا هو السبب في أن لون أنبوب سحب الدم ذو الضغط السلبي Vacutainer هو اللون الأزرق الخاص بجامعة نورث كارولينا Carolina blue. إن مصطلح كارولينا الزرقاء (يشار إليها أحيانًا باسم Tar Heel blue) يعود إلى ظلال اللون الأزرق المستخدمة كأحد ألوان المدرسة الرسمية بجامعة نورث كارولينا. إن الاسم مشتق من الاستخدام الشائع لكلمة "Carolina" للإشارة إلى الجامعة.